# Cinéma espagnol
 (mai 2025).
Si vous disposez d'ouvrages ou d'articles de référence ou si vous connaissez des sites web de qualité traitant du thème abordé ici, merci de compléter l'article en donnant les références utiles à sa vérifiabilité et en les liant à la section « Notes et références ».
Le cinéma espagnol a été marqué tout au long de son histoire par de grandes figures emblématiques. Si Luis Buñuel et Pedro Almodóvar sont les réalisateurs espagnols les plus célébrés à l' international, d'autres ont également acquis une renommée importante : Segundo de Chomón, Florián Rey, Juan Antonio Bardem, Luis García Berlanga, Carlos Saura, Jesús Franco, Víctor Erice, Mario Camus, Alejandro Amenábar...
Parmi les techniciens, Gil Parrondo (directeur artistique) et Néstor Almendros (directeur de la photographie) ont reçu un Oscar à Hollywood.
Parmi les acteurs espagnols populaires, on peut citer : José Isbert, Fernando Rey, Francisco Rabal, Fernando Fernán Gómez, Antonio Banderas, Sergi López, José Luis López Vázquez, Javier Bardem et Sara Montiel, Ángela Molina, Victoria Abril, Carmen Maura, Marisa Paredes, Maribel Verdú, Benicio Del Toro et Penélope Cruz.
Actuellement, le pourcentage du box-office du cinéma espagnol se maintient depuis quelques années entre 10% et 20%, ce qui se traduit par un sentiment de crise qui s'étend ces derniers temps.

## Histoire

### Le cinéma muet (1896-1930)
La première exposition cinématographique en Espagne aura lieu à Madrid en 1896 à l'hôtel Russia de la rue San Jerónimo. Les premiers lieux improvisés en salles de cinéma à l'aube du siècle dernier étaient d'anciens cafés ou cafés-théâtres reconvertis pour la projection de films. Même dans l'après-guerre, les locaux les plus variés étaient utilisés, sous les bâtiments, les garages et même les casernes.
Fructuós Gelabert est connu comme le père du cinéma espagnol. Il a réalisé de nombreux films documentaires et a tourné à partir de 1897 les premières fictions espagnoles. Autre réalisateur pionnier, Segundo de Chomón a contribué, à l'instar de Georges Méliès en France, à développer les trucages cinématographiques dans des films fantastiques comme La Maison ensorcelée ou Hôtel électrique. En 1914, Barcelone est le centre de l'industrie cinématographique d'Espagne, accueillant plusieurs sociétés de productions (dont la Barcinografo).
Dès les années 1910 et 1920, et durant toute la période franquiste, le folklore local, le caractère espagnol sont prédominants dans la production cinématographique, jusqu'à en être exagérés dans les « espagnolades ». On trouve ainsi :
- des drames historiques comme Vida de Cristóbal Colón y su descubrimiento de América (1917) du Français Gérard Bourgeois
- des adaptations folkloriques comme Los misterios de Barcelona (1916) de Alberto Marro
- des adaptations d’œuvres théâtrales comme Don Juan Tenorio de Ricardo Baños
- des opérettes espagnoles

En 1928, Ernesto Giménez Caballero y Luis Beluga fonde le premier cinéclub à Madrid. La capitale devient dès lors le premier centre industriel cinématographique. Cette même année est placée sous le signe du premier film sonore du ciné espagnol avec la réalisation de El misterio de la Puerta del Sol de Francisco Elías Riquelme. L'année 1930 est marquée par le drame rural (genre fécond dans la production espagnole à venir) avec La aldea maldita réalisé par Florián Rey qui a connu un réel succès à Paris.
Le cinéaste le plus marquant reste Luis Buñuel, à qui l'on doit Un chien andalou en 1929, court-métrage expérimental, dérangeant, surréaliste, écrit avec Dalí.

### Le cinéma parlant (1930-1939)
En 1931, l'arrivée de productions sonores étrangères fait plonger l'industrie du cinéma espagnol, qui se réduit à uniquement quatre titres.
L'année suivante, Manuel Casanova fonde la Compañía Industrial Film Española S.A. (Cifesa) (Compagnie Industrielle du Film Espagnol), la production la plus importante de droite. Six films ont été tournés dont la première œuvre documentaire de Luis Buñuel Terre sans pain (Las Hurdes).
17 films ont été tournés en 1937 et 21 en 1934 dont le premier succès du cinéma sonore espagnol La hermana San Sulpicio (1934) de Florián Rey, même si Mallorca de Maria Forteza, court-métrage de 8 minutes, serait antérieur au film de Florián Rey et ainsi, le premier film sonore espagnol.
La production de films ne cesse d'augmenter jusqu'à 24 œuvres en 1935. Pendant ces années de productions, les réalisateurs qui sont parvenus à obtenir l'approbation du public populaire, comme Benito Perojo à qui on doit El negro que tenía el alma blanca (1934) et La verbena de la Paloma (1935), le principal succès du cinéma espagnol à cette période, contribuent au développement de l'industrie du cinéma espagnol.
Cela aurait pu être le début de la consolidation de l'industrie cinématographique espagnole, cependant le début de la guerre civile interrompt ce progrès.

### Pendant la guerre et le franquisme
Lors de cette période de guerre apparaît un nouveau genre cinématographique : le cinéma de propagande. En effet, avec l'arrivée de Francisco Franco au pouvoir, les cinéastes de cette époque se retrouvent dans une impasse et n'ont que trois possibilités : cesser toute production, faire des films correspondant aux demandes franquistes de l'époque ou l'auto-censure. La plupart choisissent l'auto-censure mais certains décident de se conformer aux exigences de Franco, tel que José Luis Sáenz de Heredia (qui n'a d'ailleurs jamais cessé de produire des films de ce genre) grâce à qui le film Raza voit le jour. Ce film de 1942, écrit par Franco sous un pseudonyme, est l'image de ce qu'est un bon citoyen espagnol selon le Caudillo, d'un bon peuple espagnol et donc, d'une bonne force militaire espagnole. Il véhicule également une image d'une Espagne très catholique, d'où le fait que cette époque soit qualifié par le terme de "national-catholicisme". Un autre film est ensuite produit par ces deux mêmes : Espíritu de una raza.
Dans les années 1950 apparaissent quelques drames intéressants comme Déracinés de José Antonio Nieves Conde, Cielo negro de Manuel Mur Oti, et trois films terribles et magnifiques de Juan Antonio Bardem : Mort d'un cycliste (primé à Cannes), Grand-rue (primé à Venise), La Vengeance (nommé à l'Oscar).
Luis García Berlanga (Bienvenue Mr Marshall, Plácido, Le Bourreau) et l'Italien Marco Ferreri (L'Appartement, La Petite Voiture) parviennent malgré la censure à donner des satires mordantes de la société espagnole, toujours cultes aujourd'hui.

### Le cinéma bis
Durant les années 1960 et 1970, l'Espagne accueille les tournages de nombreux films de genre étrangers, tels des westerns de Sergio Leone (la Trilogie du dollar et Il était une fois dans l'Ouest dans le désert de Tabernas) ou des films d'horreur de Mario Bava (Une hache pour la lune de miel à Barcelone, Lisa et le Diable à Tolède). Certains réalisateurs locaux vont se mettre à leur tour à réaliser des « westerns spaghetti », parfois appelés « westerns chorizo » (Les Tueurs de l'Ouest d'Eugenio Martín, Condenados a vivir de Joaquín Luis Romero Marchent), et surtout des films d'horreur la plupart du temps teintés d'érotisme : Jess Franco (L'Horrible Docteur Orlof, Vampyros Lesbos), Narciso Ibáñez Serrador (La Résidence, Les Révoltés de l'an 2000), Amando de Ossorio (La Révolte des morts-vivants), Eugenio Martín (Terreur dans le Shanghaï express), Jorge Grau (Le Massacre des morts-vivants)...

### Le renouveau

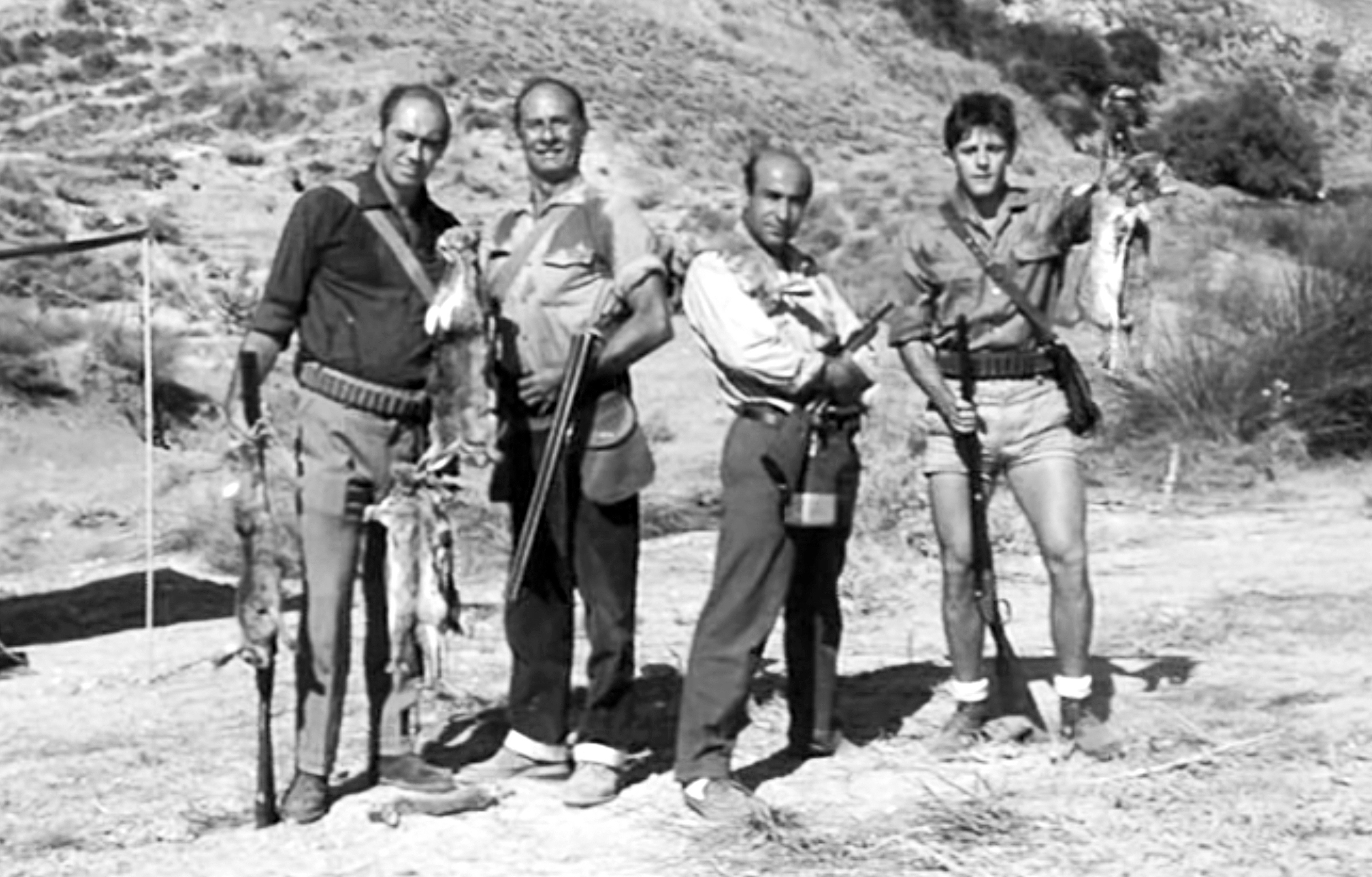
La Chasse (1966) de Carlos Saura.

Les années 1960 sont aussi celles de l'émergence d'un Nouveau cinéma espagnol, influencé par la Nouvelle Vague, avec les drames d'auteurs tels Fernando Fernán Gómez (El extraño viaje), Miguel Picazo (La tía Tula), Basilio Martín Patino (Nueve cartas a Berta), et le plus célèbre, Carlos Saura (La Chasse), qui devient en quelques films l'emblème international d'un cinéma espagnol désormais moderne.
De loin en loin, Luis Buñuel revient tourner quelques chefs-d'œuvre dans son pays : Viridiana en 1961 (seule Palme d'or espagnole à ce jour), Tristana en 1970, Cet obscur objet du désir en 1977.
Parmi les plus beaux films espagnols au crépuscule de la dictature, il faut citer Cuadecuc, vampir de Pere Portabella, L'Esprit de la ruche de Víctor Erice, Anna et les Loups et La Cousine Angélique de Carlos Saura, et Furtivos de José Luis Borau, projeté deux mois avant le décès de Franco en 1975.

### L'Espagne démocratique
Transition. À côté des auteurs confirmés, notamment Carlos Saura (Cría cuervos) et Víctor Erice (Le Sud), apparaît une nouvelle génération de réalisateurs turbulents : Bigas Luna (Bilbao), Iván Zulueta (Arrebato), Pedro Almodóvar (Le Labyrinthe des passions). Après des décennies d'isolement, d'auto-censure et de frustrations, c'est le temps de la Movida. Le cinéma quinqui est un genre proprement espagnol de ses années de changements, mettant en scène des petits voyous sans repères : citons L'Enfer de la drogue (El pico) d'Eloy de la Iglesia, Vivre vite ! de Carlos Saura, El Lute, marche ou crève de Vicente Aranda. Le destape est quant à lui une forme de cinéma érotique espagnol apparu progressivement à partir de la suppression officielle de la censure après la mort de Francisco Franco en novembre 1975. Le genre était à l'époque très prolifique : rien qu'en 1976, près de cinquante des films produits appartenaient à ce genre.
Années 1980. Pedro Almodóvar est le réalisateur espagnol culte des années 1980, donnant sa série de films les plus criards, vivants, humains, libres : Qu'est-ce que j'ai fait pour mériter ça ?, Matador, La Loi du désir, Femmes au bord de la crise de nerfs, Attache-moi !. En parallèle, Carlos Saura se spécialise dans le film de flamenco (Noces de sang, Carmen), Mario Camus livre un nouveau bouleversant drame rural avec Les Saints innocents en 1984, et la tradition du film d'horreur ibérique se poursuit avec Le Sadique à la tronçonneuse de Juan Piquer Simón, Prison de cristal d'Agustí Villaronga ou encore Angoisse de Bigas Luna.
Années 1990. En 1992, le délirant Jambon, Jambon, allégorie hispanique du même Bigas Luna, contraste avec le paisible Songe de la lumière de Víctor Erice, documentaire sur le peintre Antonio López García. Pedro Almodóvar poursuit sa filmographie flamboyante avec ses mélodrames Talons aiguilles, La Fleur de mon secret, En chair et en os et l'apothéose Tout sur ma mère, qui le consacre « cinéaste des femmes ». Trois jeunes réalisateurs à l'univers singulier marquent également les années 1990 : Julio Medem (L'Écureuil rouge, Les Amants du cercle polaire), Álex de la Iglesia (Le Jour de la bête) et Alejandro Amenábar (Tesis, Ouvre les yeux).

### XXIesiècle
Pedro Almodóvar reste le plus célèbre cinéaste espagnol en activité, chacun de ses films constituant un évènement pour le cinéma mondial : après l'énorme succès de Parle avec elle en 2002, qui lui vaut un second Oscar, il tourne le film choral féminin Volver en 2006, le thriller La piel que habito en 2011, ou encore les drames d'inspiration autobiographique La Mauvaise Éducation en 2004 et Douleur et Gloire en 2019.
Parmi les autres drames marquants de ce début de siècle, citons Les Lundis au soleil (Fernando León de Aranoa, 2002), Mar adentro (Alejandro Amenábar, 2004) ou Blancanieves (Pablo Berger, 2012). L'un des traits marquants de l'époque est l'affirmation de réalisatrices telles Icíar Bollaín (Ne dis rien, 2003), Isabel Coixet (Ma vie sans moi, 2003), Carla Simón (Été 93, 2017) et Pilar Palomero (Las niñas, 2020). Plusieurs documentaires ont également fait date : En construction (José Luis Guerín, 2001), Le ciel tourne (Mercedes Álvarez, 2004), Le Silence des autres (Robert Bahar et Almudena Carracedo, 2018).
Un cinéma de genre de qualité reste une constante de la production nationale, qu'il s'agisse du film d'horreur avec par exemple Les Autres (Alejandro Amenábar, 2001), [•REC] (Paco Plaza et Jaume Balagueró, 2007) et L'Orphelinat (Juan Antonio Bayona, 2007), ou du thriller avec La isla mínima (Alberto Rodríguez, 2014), L'Accusé (Oriol Paulo, 2017) ou encore El reino (Rodrigo Sorogoyen, 2018). Dans ce registre, le mexicain Guillermo del Toro tourne deux films essentiels en Espagne : L'Échine du Diable en 2001, Le Labyrinthe de Pan en 2006.

#### Films sortis en 2022
- 12 Palabras de Juan Antonio Aguita
- 75 dias de Marc Romero
- À travers ma fenêtre (A través de mi ventana) de Marcal Fores
- Abuela de Paco Plaza
- Alcarràs de Carla Simón
- Bandido de Luciano Juncos
- Camila saldra esta noche de Ines Maria Barrionuevo
- Canallas de Daniel Guzman
- Cinco lobitos d'Alauda Ruiz de Azua
- Contando ovejas de Jose Corral
- El Comensal d'Angeles Gonzalez Sinde
- El Rezador de Tito Jara
- El Universo de Oliver d'Alexis Morante
- Eles Transportan a morte de Samuel M. Delgado et Helena Giron
- En otro lugar de Jesus del Cerro
- Etoiles de cristal (Las Ninas de cristal) de Jota Linares
- La Cima de Ibon Cormenzana
- La Jefa de Fran Torres
- La Mancha negra de Enrique Garcia
- La Voluntaria de Nely Reguera
- Las Gentiles de Santi Amodeo
- Llegaron de noche de Imanol Uribe
- Llenos de gracia de Roberto Bueso
- Malencolia d'Alfonso Zarauza
- Nosaltres no ens matarem amb pistoles de Maria Ripoll
- Petit Moutard de Santiago Lopez Jover et Marcus H. Rosenmüller
- Piedra Noche de Ivan Fund
- Reclus (El Paramo) de David Casademunt
- Rendir los machos de David Pantaleon
- Sin ti no puedo de Chus Gutiérrez
- Tenéis que venir a verla de Jonás Trueba
- Tros de Pau Calpe
- Veneciafrenia d'Álex de la Iglesia
- Visitante d'Alberto Evangelio

## Personnalités du cinéma espagnol

### Réalisateurs
- Javier Aguirre
- Pedro Aguilera
- Pedro Almodóvar
- Alejandro Amenábar
- Antonio del Amo
- Vicente Aranda
- Montxo Armendariz
- Fernando Arrabal
- Carlos Atanes
- Raúl Arévalo
- Andrea Bagney
- Jaume Balagueró
- Alfonso Balcázar
- Ricardo de Baños
- Juan Antonio Bardem
- Juan Antonio Bayona
- Francisco Bellmunt
- Pablo Berger
- Luis García Berlanga
- Icíar Bollaín
- José Luis Borau
- José Buchs
- Luis Buñuel
- Jaime Camino
- Jaime Chávarri
- Mario Camus
- Segundo de Chomón
- Isabel Coixet
- Fernando Colomo
- Manuel Martín Cuenca
- Agustin Diaz Yanes
- Victor Erice
- Fernando Fernán Gómez
- José María Forqué
- Amparo Fortuny
- Jesús Franco
- Ricardo Franco
- Juan Carlos Fresnadillo
- José Luis Garci
- Cesc Gay
- Mateo Gil
- Antonio Giménez-Rico
- Manuel Gomez Pereira
- José Luis Guerin
- Manuel Gutiérrez Aragón
- Álex de la Iglesia
- Eloy de la Iglesia
- Carlos Iglesias
- Joaquim Jordà
- Oliver Laxe
- Isaki Lacuesta
- Pedro Lazaga
- Fernando León de Aranoa
- José Antonio de la Loma
- Bigas Luna
- José Luis Madrid
- Kike Maíllo
- Achero Mañas
- Emilio Martínez-Lázaro
- Julio Médem
- Pilar Miró
- Daniel Monzon
- Edgar Neville
- José Antonio Nieves Conde
- Juan de Orduña
- David Pantaleon
- Basilio Martín Patino
- Oriol Paulo
- Benito Perojo
- Miguel Picazo
- Paco Plaza
- Alberto Porlán
- Gracia Querejeta
- Javier Rebollo
- Marc Recha
- Francisco Regueiro
- Florián Rey (Antonio Martínez)
- Antoni Ribas
- Alberto Rodríguez
- Clara Roquet
- Jaime Rosales
- José Luis Sáenz de Heredia
- Daniel Sánchez Arévalo
- Carlos Saura
- Albert Serra
- Carla Simón
- Rodrigo Sorogoyen
- Gonzalo Suárez
- Manuel Summers
- Ramón Torrado
- David Trueba
- Fernando Trueba
- Jonas Trueba
- Imanol Uribe
- Ladislas Vajda
- Carlos Vermut

### Acteurs
- Victoria Abril
- Bella Agossou
- Roberto Álamo
- Elena Anaya
- Carlos Areces
- Raúl Arévalo
- Maria Asquerino
- Antonio Banderas
- Javier Bardem
- Pilar Bardem
- Ana Belén
- Miguel Bosé
- Alex Brendemühl
- Javier Cámara
- Mario Casas
- Monica Cervera
- Alberto Closas
- Úrsula Corberó
- Mónica Cruz
- Penélope Cruz
- Antonio de la Torre
- Lola Dueñas
- Juan Echanove
- Bibiana Fernández
- Eduard Fernández
- Verónica Forqué
- Ariadna Gil
- Daniel Giménez Cacho
- Carmelo Gómez
- Daniel Grao
- Javier Gutiérrez Álvarez
- Emilio Gutiérrez Caba
- Lluís Homar
- José Isbert
- Joselito
- Clara Lago
- Chus Lampreave
- Alfredo Landa
- Bárbara Lennie
- Loles León
- Paco León
- Sergi López
- José Luis López Vázquez
- Carmen Machi
- Cristina Marcos
- Fele Martínez
- Petra Martínez
- Laia Marull
- Carmen Maura
- Ángela Molina
- Jordi Mollà
- Sara Montiel
- José Mota
- Eduardo Noriega
- Nora Navas
- Nancho Novo
- Rossy de Palma
- Marisa Paredes
- Elsa Pataky
- Vicky Peña
- Eusebio Poncela
- Blanca Portillo
- Francisco Rabal
- Liberto Rabal
- Fernando Rey
- Cecilia Roth
- Belén Rueda
- José Sacristán
- Susi Sánchez
- Aitana Sánchez-Gijón
- Santiago Segura
- Assumpta Serna
- Julieta Serrano
- Hugo Silva
- Miguel Angel Silvestre
- Mar Sodupe
- Manolo Solo
- Blanca Suarez
- Emma Suárez
- Guillermo Toledo
- Ana Torrent
- Luis Tosar
- Unax Ugalde
- Adriana Ugarte
- Tristan Ulloa
- Maria Valverde
- Paz Vega
- Maribel Verdu

## Institutions
- Academia de las artes y las ciencias cinematográficas de España (1986-)
- Instituto de la Cinematografía y de las Artes Audiovisuales (en) (1985-)
- Filmoteca Española (1956-)
- Círculo de Escritores Cinematográficos (1945-)
- NO-DO
- Academia del Cine Aragonés (es) (1999-)
- Academia del Cine Catalán (2008-)

### Revues
- Los olvidados (2002-2003)
- Cinemanía (1995-)
- Nickel Odeon (revue) (es) (1995-2003)
- Imágenes de Actualidad (es) (1985-)
- Dirigido por (es) (1972-)
- Cine para leer (es) (1972-)
- Film Ideal (en) (1956-1970)
- Objetivo (1953-1956)
- Fotogramas (1946-1981)
- Primer Plano (en) (1940-1953)
- Nuestro Cinema (es) (1932-1935)

### Festivals
- Festival international du film de Saint-Sébastien
- Festival Cinespaña de Toulouse
- Festival du Cinéma Espagnol de Nantes
- Festival international du film de Catalogne
- Festival international du film de Gijón
- Festival international du Film Cinema Jove de Valence

### Récompenses
- Prix Goya
- Liste des lauréats (et des nommés) des Prix de l'Académie espagnole de cinéma (en)
- Prix Gaudí

### Listes et catégories

#### Liens vers des catégories de Wikipédia en français
- Films d'animation espagnols
- Films documentaires espagnols

#### Liens vers des catégories de Wikipédia en anglais
- (en) Films
- (en) Réalisateurs
- (en) Scénaristes
- (en) Compositeurs
- (en) Acteurs